# Otto Malm (fotbollsspelare)
Otto Fritiof Malm, kallad "Petter", född 8 februari 1890 i Helsingborg, död 4 juli 1969, var en svensk fotbollsspelare som innehar målrekordet  i HIF - 735 mål på 500 A-lagsmatcher. Otto var med i uppstarten av Helsingborgs IF och deltog även i lagets första match mot IFK Helsingborg den 6 maj 1907. 

## Meriter

### I landslag
Sverige

### I klubblag
Helsingborgs IF
- SM-brons 1924/25
- SM-brons 1925/26